# Ганц, Адольф
Адольф Ганц (нем. Adolf Ganz; 14 октября 1795, Висбаден — 11 ноября 1869, Лондон) — немецкий дирижёр.
Представитель музыкальной династии, брат Леопольда и Эдуарда Морица, отец Эдуарда и Вильгельма Ганцев. Учился музыке у своего отца, скрипача и дирижёра герцогского летнего оркестра в Висбадене. Далее занимался под руководством Иоганна Себастьяна Хольбуша.
С 1819 г. дирижировал в городском театре Майнца. В 1825 г. занял пост придворного капельмейстера Великого герцога Гессенского, на котором оставался до 1845 года. В сезоне 1846—1847 гг. дирижировал в Нюрнберге, на следующий сезон — в Кобленце. Затем обосновался в Лондоне, первоначально как глава немецкой оперной труппы, затем некоторое время был хормейстером Театра Её Величества.
Автор увертюр, маршей, песен.